# だまって俺について来い
「だまって俺について来い」（だまっておれについてこい）は、植木等のシングル。1964年11月15日に東芝音楽工業（現在のユニバーサル ミュージック合同会社）から発売された。
1964年の東宝映画『ホラ吹き太閤記』の主題歌である。その後もいくつかの映画で挿入歌に使われた。ジャケットには『ホラ吹き太閤記』で演じた木下藤吉郎に扮した植木等が写っている。演奏は2曲ともに松田進とブルーソックス+ストリングスが担当した。

## 収録曲
（全作曲・編曲：萩原哲晶）
1. だまって俺について来い [2:19]
作詞：青島幸男
2. 無責任数え唄 [3:08]
作詞：塚田茂

## 歌われた番組など
- 第15回NHK紅白歌合戦
- 上方コメディ「ごろんぼ波止場」（歌：植木等）
- うちの子にかぎって…
- 意地悪ばあさん（フジテレビ）「もう沖縄は夏の色」の巻
- お金がない!
- アニメーション映画「おもひでぽろぽろ」挿入歌（1991年）
- ドラマ『てるてる家族』第83話挿入歌（2003年）
- 大型情報番組『ちちんぷいぷい』（MBSテレビ）※料理コーナー「キッチンぷいぷい」の週替わりテーマが節約関連の場合、アシスタントのMBS女性アナウンサーによるテーマ紹介時に、その後方で月 - 木曜総合司会（2019年3月退任）の山本浩之が本曲に合わせて踊るのが恒例だった。

## 天童よしみによるカバーシングル
天童よしみの35枚目のシングルとして、2001年1月24日にテイチクエンタテインメントから発売された。
テレビアニメ『こちら葛飾区亀有公園前派出所』のオープニングテーマとして使用されていた。曲名表記の『だまって俺について来い』は『だまって俺についてこい』に、歌詞の「銭」は「金」、「わかっとるね」は「わかってるね」、「わかっとるわかっとる」は「わかってるわかってる」に変更されている。

### 収録曲
1. だまって俺についてこい [2:25]
作詞：青島幸男、作曲：萩原哲晶、編曲：池多孝春
  - テレビアニメ『こちら葛飾区亀有公園前派出所』オープニングテーマ
2. だまって俺についてこい（オリジナル・カラオケ） [2:25]
3. だまって俺についてこい（一般用メロ入りカラオケ） [2:25]
4. 恋の蜃気楼 [3:58]
作詞：津城ひかる、作曲：松川秀幸、編曲：杉山正明
5. 恋の蜃気楼（オリジナル・カラオケ） [3:56]

### 収録アルバム
| 曲名                   | 収録アルバム                                  | 発売日         | 規格品番   |
| ---------------------- | --------------------------------------------- | -------------- | ---------- |
| だまって俺についてこい | 『こち亀百歌選 〜主題歌ベストコレクション〜』 | 2003年3月19日  | PCCA-01869 |
| だまって俺についてこい | 『歌に恋して』                                | 2002年3月21日  | TECS-10251 |
| だまって俺についてこい | 『天童よしみ シングルコレクション』           | 2012年5月23日  | TECS-10531 |
| だまって俺についてこい | 『天童よしみ大全集』                          | 2019年11月20日 | TECE-3565  |
| 恋の蜃気楼             | 『天童よしみ2002年全曲集』                    | 2001年10月24日 | TECE-32263 |
| 恋の蜃気楼             | 『30周年記念 天童よしみ大全集』               | 2002年1月23日  | TECE-52282 |
| 恋の蜃気楼             | 『歌に恋して』                                | 2002年3月21日  | TECS-10251 |
| 恋の蜃気楼             | 『炎のよ･し･み』                              | 2012年8月1日   | TECE-3084  |

| テレビアニメ『こちら葛飾区亀有公園前派出所』オープニングテーマ 2001年1月14日 - 2003年9月21日 |                                       |                                                               |
| 前作: 両津勘吉とこち亀うぃ〜ん合唱団 「おいでよ亀有」                                        | 天童よしみ 「だまって俺についてこい」 | 次作: Yum!Yum!ORANGE 「葛飾ラプソディー 〜ヤムヤムversion〜」 |

## 火野正平によるカバーシングル
A面は、ザ・ハングマン6／ハングマンGOGO 主題歌、B面は挿入歌として。
キングレコードでは最後のシングルとなり、次作からはハミングバードに移籍した。
両曲とも、編曲：若草恵。

### 収録曲
A面
1. だまって俺についてこい（2分27秒）

B面
1. I LOVE YOU（4分24秒）
  - 作詞：火野正平、作曲：馬場孝幸

## その他カバー
- 映画『ホーホケキョとなりの山田くん』挿入歌（1999年／歌：山田家の人々（朝丘雪路、益岡徹、荒木雅子、五十畑迅人、宇野なおみ））
- アニメ『ミスター味っ子』第92話「オニギリ勝負! 日本一の無責任料理男登場」冒頭で使用。無責任料理人・ウエッキーひとしとKタニーが陽一たちを迎える時に歌った。
- アニメ『おそ松くん（第1作）』第18話「ぼうふらちゃんのかたきを討て!」の冒頭部分で、六つ子たちが歌っているシーンが存在するが、歌詞は「銭」が「金」、「心配」が「クヨクヨ」に変更されている。